# Before the Seventeen's Map
『Before the Seventeen's Map』（ビフォアー・ザ・セブンティーンズ・マップ）は、日本のシンガーソングライターである尾崎豊のコンピレーション・アルバム。
1997年1月22日にトランスビート・マスタートラックスからリリースされた。本作は尾崎がメジャー・デビューする前に録音された未発表音源のバック演奏をオーケストラ・アレンジに変更したものとなっている。本作はオリコンアルバムチャートにおいて最高位第14位の登場週数3回で、売り上げ枚数は3.4万枚となった。本作の売り上げ枚数は尾崎のアルバム売上ランキングにおいて第19位となっている。
本作の1枚目には過去にリリースされた未発表音源から尾崎のボーカル部分のみ抽出し、編曲家である服部克久がオーケストラ・アレンジを施したものが収録され、2枚目には同じ楽曲のインストゥルメンタルが収録されている。本作のジャケット仕様はLPレコードサイズになっており、尾崎豊本人の直筆の制作ノートが封入されている。本作はファンクラブでは著作者の意思に反するとして「公式」のものとはされてはいない。

## 収録曲
| #         | タイトル                   | 作詞・作曲 | 編曲      | 時間  |
| --------- | -------------------------- | ---------- | --------- | ----- |
| 1.        | 「ダンスホール」           | 尾崎豊     | 服部克久  | 4:09  |
| 2.        | 「街の風景」               | 尾崎豊     | 服部克久  | 6:02  |
| 3.        | 「Street Blues」           | 尾崎豊     | 服部克久  | 7:06  |
| 4.        | 「もうおまえしか見えない」 | 尾崎豊     | 服部克久  | 6:05  |
| 5.        | 「秋風」                   | 尾崎豊     | 服部克久  | 5:04  |
| 6.        | 「弱くてバカげてて」       | 尾崎豊     | 服部克久  | 4:35  |
| 7.        | 「酔いどれ」               | 尾崎豊     | 服部克久  | 5:18  |
| 合計時間: | 合計時間:                  | 合計時間:  | 合計時間: | 38:19 |

| #         | タイトル                                 | 作詞  | 作曲・編曲 | 時間 |
| --------- | ---------------------------------------- | ----- | ---------- | ---- |
| 1.        | 「ダンスホール」(Instrumental)           |       |            | 4:09 |
| 2.        | 「街の風景」(Instrumental)               |       |            | 6:02 |
| 3.        | 「Street Blues」(Instrumental)           |       |            | 7:06 |
| 4.        | 「もうおまえしか見えない」(Instrumental) |       |            | 6:05 |
| 5.        | 「秋風」(Instrumental)                   |       |            | 5:04 |
| 6.        | 「弱くてバカげてて」(Instrumental)       |       |            | 4:35 |
| 7.        | 「酔いどれ」(Instrumental)               |       |            | 5:18 |
| 合計時間: | 合計時間:                                | 38:19 |            |      |

## スタッフ・クレジット

### 参加ミュージシャン
- 尾崎豊 – ボーカル、ギター
- 服部克久 – オーケストレーション
- 中西俊博 – フィーチャード・ソロイスト
- 中西康晴 – キーボード
- 永田一郎 – キーボード (A-4, B-4)
- 伊丹雅博 – ギター
- 松原正樹 – ギター (A-4, B-4)
- 岡沢章 – ベース
- 高水健司 – ベース (A-4, B-4)
- 渡嘉敷祐一 – ドラムス
- 島村英二 – ドラムス (A-4, B-4)
- 篠崎正嗣ストリングス – ストリングス
- 小池弘之ストリングス – ストリングス (A-4, B-4)
- 平原まこと – テナー・サックス
- 斎藤葉 – ハープ (A-4, B-4)

### 録音スタッフ
- 荒木浩三 (Music Land) – プロダクション・コーディネーション
- 川嶋哲也（新室） – プロダクション・コーディネーション (A-4, B-4)
- 中村充時 – エンジニア
- 梅津達男 – エンジニア (A-4, B-4)
- 川崎洋（ビクタースタジオ） – マスタリング・エンジニア

### 美術スタッフ
- 野本卓司（デー・ゲー） – アート・ディレクション、デザイン
- かわいじゅんこ（デー・ゲー） – アート・ディレクション、デザイン
- みたにのぼる – 写真撮影
- 大川直人（ポートレイト） – 写真撮影
- せんていりえこ – ビジュアル・コーディネーション
- やまざきみさと – ビジュアル・コーディネーション

### 制作スタッフ
- 津久間孝成 – A&R
- あきばてつや – プロモーション・チーフ
- いいぬまひろゆき（トランスビート） – エグゼクティブ・プロデューサー
- みずのけい（ミッシュマッシュ） – スーパーバイザー
- 尾崎健一 – スペシャル・サンクス
- にしてるなお – スペシャル・サンクス
- さいとうりょういち – スペシャル・サンクス
- よしだひろかず（アイソトープ） – スペシャル・サンクス

## チャート
| チャート         | 最高順位 | 登場週数 | 売上数  | 出典  |
| ---------------- | -------- | -------- | ------- | ----- |
| 日本（オリコン） | 14位     | 3回      | 3.4万枚 | [ 1 ] |